# Linstow (Adelsgeschlecht)

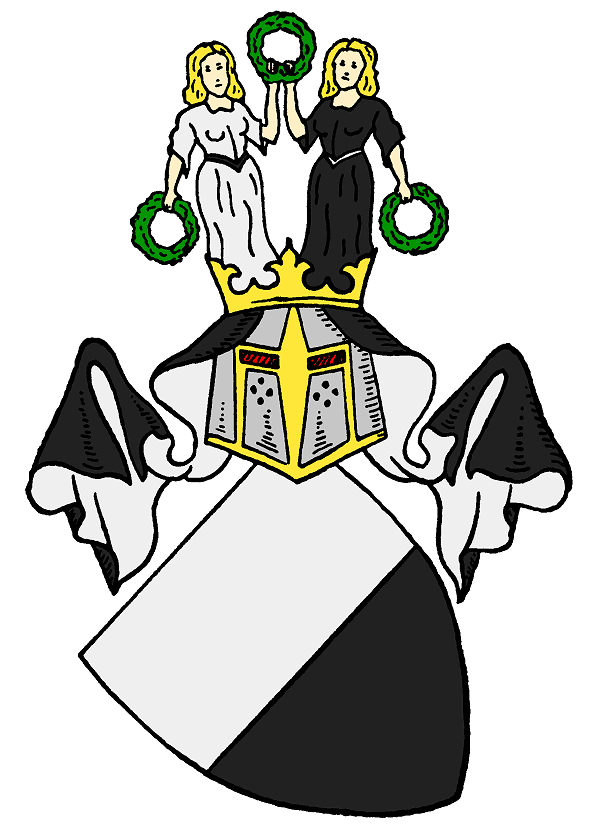
Wappen derer von Linstow

Linstow ist der Name eines mecklenburgischen Uradelsgeschlechts mit gleichnamigem Stammhaus in Linstow.

## Geschichte

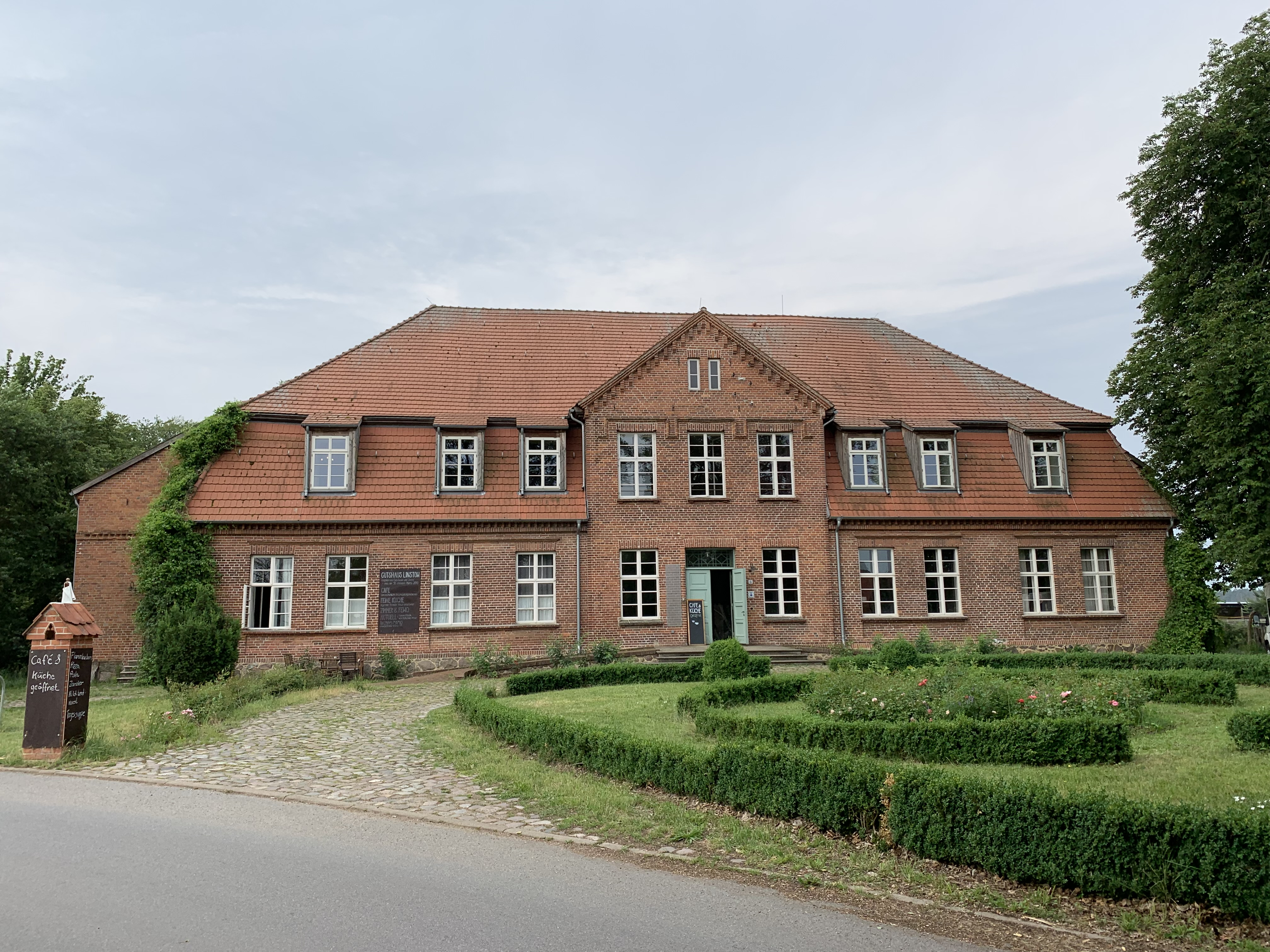
Gutshaus in Linstow

Das Geschlecht erscheint urkundlich erstmals am 22. Juli 1281 in Rostock mit dem Ritter Gherardus de Linstowe. Mit dem Ritter Heinrich von Linstow, der von 1301 bis 1318 urkundlich erwähnt ist, beginnt die Stammreihe. Die Familie besteht noch heute in Deutschland und in einigen mitgliederstarken Linien in Dänemark. Dort wurde ihr am 28. Januar 1777 die dänische Adelsnaturalisation erteilt.
Anna von Linstow, geb. von Levetzow trat 1500 als Witwe ins Kloster Dobbertin ein und vermachte dem Kloster 100 Gulden für ihre dort lebenden Töchter Dorothea und Anna. Von 1682 bis 1704 war Ilsabe Lucie von Linstow Konventualin im Kloster Dobbertin.
Im Einschreibebuch des Klosters Dobbertin befinden sich acht Eintragungen von Töchtern der Familien von Linstow aus Bellin, Diestelow und Vietschow aus den Jahren 1736–1814 zur Aufnahme in das dortige Adelige Damenstift. Um 1880 ließen die von Linstow ihr vermutlich im Dreißigjährigen Krieg errichtetes Gutshaus Linstow umbauen.
Das Gut in Klocksin gehörte bis zum 14. Jahrhundert der Familie.

Burg und Gut Damerow bzw. Neu Damerow waren von 1605 bis 1784 Familienbesitz.

## Wappen
Das Wappen ist von Silber und Schwarz geteilt (ältestes Siegel vom 3. März 1325). Auf dem Helm mit schwarz-silbernen Decken  zwei vorwärts wachsende Jungfrauen, die eine weiß, die andere schwarz, in den ausgestreckten äußeren Händen je einen grünen Kranz und einen solchen mitten gemeinsam haltend.

## Bekannte Familienmitglieder
- Conrad (von) Linstow, 1317 Propst des Klosters Dobbertin[4]
- Hans (Ernst Johann) von Linstow (1523–1592), Erbherr auf Bellin, von 1569 bis 1583 Provisor im Kloster Dobbertin, 1571 als Visitator an der Beseitigung des katholischen Glaubens und der Auflösung des Dobbertiner Nonnenklosters beteiligt.[5]
- Georg von Linstow (1593–1650), von 1622 bis 1628 Klosterhauptmann in Dobbertin, 1630 Wallensteins Appelationsgerichtsrat in Güstrow.[6]
- Heinrich Wilhelm von Linstow (2. Januar 1709 bis 29. April 1759), kurhannoverscher Oberst vom Inf.-Reg. Linstow, verwundet und gefangen genommen in der Schlacht bei Bergen, gestorben in Frankfurt[7]
- August von Linstow (1775–1848), dänischer Landrat des Kreises Sonderburg
- Hans Ditlev Franciscus von Linstow (Hans Ditlev Frants von Linstow; 1787–1851), norwegischer Architekt
- Hans Otfried von Linstow (1899–1944), deutscher Oberst und Widerstandskämpfer
- Hartwig von Linstow (1810–1884), dänisch-deutscher Verwaltungsjurist, kommissarischer Präsident der Regierung des Herzogtums Lauenburg in Ratzeburg
- Hugo von Linstow (1821–1899), preußischer Offizier, 1869 Mitbegründer und 1. Vorsitzender des HEROLD. Verein für Heraldik, Genealogie und verwandte Wissenschaften zu Berlin.
- Adolf von Linstow (1832–1902), preußischer Generalleutnant
- Waldemar von Linstow (1859–1925), preußischer Generalmajor
- Otto von Linstow (Mediziner) (1842–1916), deutscher Militärarzt und Zoologe
- Otto von Linstow (Geologe) (1872–1929), deutscher Geologe